# Xã Moore, Quận Ransom, Bắc Dakota
Xã Moore (tiếng Anh: Moore Township) là một xã thuộc quận Ransom, tiểu bang Bắc Dakota, Hoa Kỳ. Năm 2010, dân số của xã này là 93 người.